# Nem írnek való vidék
A Nem írnek való vidék (eredeti cím: Kill the Irishman) 2011-ben bemutatott bűnügyi, életrajzi dráma. A film megtörtént eseményeken alapul. Főszereplője Danny Greene, az ír maffia vezetője. Helyszín: Cleveland, Egyesült Államok.

## Cselekménye
1960-ban az ír-amerikai származású Danny Greene kikötői rakodómunkás. Egy verekedés után átveszi a helyi szakszervezeti vezető helyét. Több törvénytelen akció után börtönbe kerül, de az FBI kihozza azzal az ígérettel, hogy rendszeresen informálja őket. Danny hamarosan emelkedni kezd a maffia ranglétráján, közben megpróbál saját becsületkódexe szerint élni. A filmben időnként mutatott tévériportok szerint ismerőseinek/ismeretleneknek szívesen segít. Tevékenysége azonban keresztbe tesz az olasz maffiának, akik többször el akarják tenni láb alól, de Danny nyolc merényletkísérletet is túlél (ezek között autóba rejtett bomba és házának felrobbantása is szerepel).
Dannyt elhagyja felesége a három gyerekükkel. Danny megismerkedik egy szimpatikus lánnyal, akivel komoly kapcsolata alakul ki, el akarja venni feleségül. Danny szeretne kiszállni a piszkos üzletekből, ezért felajánlja a New York-i maffia fejének, hogy az ő meggyilkoltatása helyett adjanak 2 millió dollárt, amit Texas államban hústermelésbe fektetne be. Az első évben 3 millió lenne a haszon. A maffia feje látszólag meggondolja a dolgot, de elkezdi gyilkoltatni Danny barátait egy profi bérgyilkossal, Ray Ferrittoval. Végül Danny is sorra kerül, amikor fogorvoshoz megy, mert a bérgyilkos lehallgatja a telefonját, és túlbiztosításként a parkolóban nem Danny kocsijába, hanem a mellette állókba tesz bombát.
Danny halála pozitív folyamatokat indít el, mert az események után Ferritto túl nagy összeget kér az elvégzett "munkáért", mire a maffia vezetője vérdíjat tűz ki a fejére; a bérgyilkos, hogy életét mentse, kiegyezik az FBI-jal, tanúskodni kezd a többiek ellen, így sorra buknak le a maffia vezetői szerte az Egyesült Államokban.

## Szereposztás
- Ray Stevenson - Danny Greene
- Christopher Walken - Alex Birns / Sándor Birns: zsidó-amerikai uzsorás és éjszakai klub-tulajdonos. Eleinte segít Dannynak, majd meg akarja gyilkoltatni.
- Val Kilmer - Joe Manditski: clevelandi nyomozó, aki megkedveli Dannyt. Részben egy valóban élt személy, Ed Kovačić clevelandi nyomozó alapján mintázták.[3]
- Linda Cardellini - Joan Madigan
- Vincent D’Onofrio - John Nardi: olasz-amerikai, Greene szövetségese
- Vinnie Jones - Keith Ritson: ír-litván-amerikai, egykori bokszoló, Greene fő verőembere
- Tony Lo Bianco - Jack Licavoli: a clevelandi bűnszövetkezet feje
- Paul Sorvino - Anthony Salerno: a genovai származású bűnszervezet feje
- Fionnula Flanagan - Grace O'Keefe
- Burt Reynolds - önmaga
- Laura Ramsey - Ellie O'Hara
- Mike Starr - Leo Moceri
- Steve Schirripa - Mike Frato
- Bob Gunton - Jerry Merke
- Jason Butler Harner - Art Sneperger
- Robert Davi - Ray Ferritto

## A film készítése
2009-ben, mindössze egy hónap alatt vették fel.
A történettel ellentétben nem Cleveland, hanem Detroit (Michigan, USA) volt a forgatások helyszíne, azon belül az azóta lebontott Tiger Stadium (2121 Trumbull Avenue).

## Fogadtatás

### Bevételi adatok
2011 júniusáig összbevétele 1 187 711 dollár volt.

### Kritikai visszhang
A filmkritikusok véleményét összegző Rotten Tomatoes 62%-ra értékelte 47 vélemény alapján.

## Érdekességek
Danny Greene mítoszának megteremtéséhez több dolog hozzájárul:
- jelentős összegekkel támogat humanitárius célokat (például árvák taníttatását)
- hangsúlyosan nem iszik alkoholt (egy alkalmat kivéve, miután a feje fölött felrobbantották a házát)
- többször emlegeti ír szerencséjét, és a tévében üzenget a maffiának
- az ír gyökerek mellett kelta ősöktől való származás is felmerül
- minden reggel a szabadban fut, tornázik vagy fekvőtámaszokat nyom (amikor ez még nem volt divat - senki más nem csinálja)

## Fordítás
Ez a szócikk részben vagy egészben  a   Kill the Irishman című angol Wikipédia-szócikk fordításán alapul.  Az eredeti cikk szerkesztőit annak laptörténete sorolja fel. Ez a jelzés csupán a megfogalmazás eredetét és a szerzői jogokat jelzi, nem szolgál a cikkben szereplő információk forrásmegjelöléseként.